# 牧羊女與羊群
《牧羊女與羊群》（Shepherdess with her Flock）是法國巴比松派畫家讓-弗朗索瓦·米勒創作的一幅布面油畫，創作於1863年左右，現藏於巴黎奧賽美術館。

## 背景
早在1862年，米勒就表達了創作一幅描繪牧羊女和羊群的作品的願望。正如他的朋友阿爾弗雷德·森西爾所說，這個主題“一直縈繞在藝術家的腦海中”，直到1864年，他在巴黎沙龍展出了這幅作品，並獲得了巨大的成功，一些人稱之為“精緻的畫作”，另一些人則稱之為“傑作”。這幅作品尤其受到巴黎中產階級的推崇，他們更喜歡理想化的鄉村生活畫作，而不是關注現實農民的艱苦生活。